# Chlothar I
För andra betydelser, se Chlothar (olika betydelser)

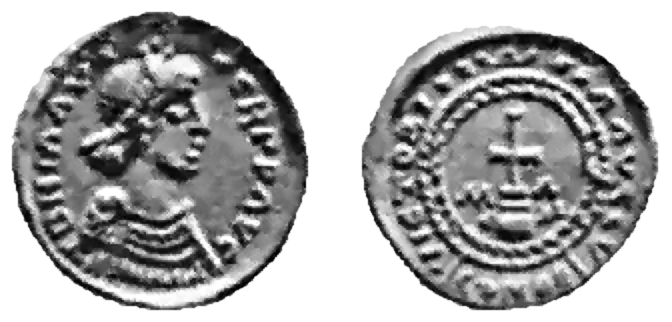
Denar med bild av kung Chlothar I.

Chlothar I (född cirka 495 i Soissons, död 561) var en frankisk, merovingisk kung. Han var en av Klodvigs fyra söner (de övriga var Childebert I, Chlodomer och Theoderik I).

## Biografi
Vid Klodvigs död 511 erhöll Chlothar städerna Soissons, som han gjorde till sin huvudstad, Laon, Noyon, Cambrai och Maastricht samt området kring floden Maas' nedre lopp. Han gjorde emellertid snabbt upp planer för att utvidga sitt område.
Chlothar anstiftade mordet på sin bror Chlodomers barn 524 och erhöll på så vis städerna Tours och Poitiers. Han deltog i olika krigståg mot Burgund och efter att detta kungadöme besegrats 534 erhöll Chlothar Grenoble, Die och andra grannstäder.
När visigoterna överlämnade Provence till frankerna 537 erhöll Chlothar Orange, Carpentras och Gap. 531 attackerade han thüringarna tillsammans med sin bror Theoderik I och 542 med sin bror Childebert I visigoterna i Spanien. Då Theodebald I, Theoderiks arvtagare, dog 555 annekterade Chlotar dennes territorium och efter Childeberts död 558 var Chlothar ensam kung över hela Gallien.
Chlothar härskade även över en stor del av dagens Tyskland, företog flera fälttåg in i gamla Sachsen och lyckades under en tid avkräva saxarna på ett årligt tribut om 500 kor. Slutet av hans regeringstid grumlades av intern oenighet då hans son Chramn vände sig mot honom vid flera tillfällen. Chlothar förföljde Chramn, som gått i landsflykt i Bretagne, och stängde in sin son och dennes hustru i en stuga som han satte i lågor. Full av samvetskval begav han sig till Tours för att enträget be om förlåtelse invid helgonet Martin av Tours' grav och dog kort därefter.